# Liste öffentlicher Bücherschränke in der Schweiz
Dieser Artikel enthält öffentliche Bücherschränke in der Schweiz und erhebt keinen Anspruch auf Vollständigkeit.
| Bild | Ausführung | Ort                               | Kanton                 | Seit          | Anmerkung | Lage |
| ---- | --- | --------------------------------- | ---------------------- | ------------- | --- | --- |
|      | Bücherschrank | Aarau                             | Aargau                 | Frühling 2023 | Betreiber: Interessensgemeinschaft Bücherschrank Aarau | ⊙ Aarenaustrasse 1 beim Restaurant Schützenhaus |
|      | Bücherschrank, Provisorium | Aarau                             | Aargau                 | Dez. 2022     | Betreiber: Interessensgemeinschaft Bücherschrank Aarau Der Bücherschrank ist ein Provisorium für eine definitive Variante nach der Umgestaltung des Herzogplatzes | ⊙ Herzogstrasse 53, Aarau unter der Laube des Prima Lebensmittelladens Meyer |
|      | Bücherbox aus Holz (orange) | Aarau                             | Aargau                 | Nov. 2019     | Betreiber: Mediothek Neue Kantonsschule Aarau (NKSA) | ⊙ Schanzmättelistrasse 32 (Zelgli) |
|      | Bücherschrank, wetterfest mit selbständig schliessenden Metall-/Glasklappen | Aarau                             | Aargau                 | Aug. 2014     | Betreiber: selbstorganisiert bzw. gztelli.ch Der Bücherschrank war Geschenk des Gemeinschaftszentrums und des Quartiervereins Telli zum 40-jährigen Jubiläum. | ⊙ Girixstr. 12, Telliplatz hinter dem Gemeinschaftszentrum Telli |
|      | Bücherschrank (umgebauter Fallblattanzeiger) | Aarau                             | Aargau                 | Apr. 2021     | Betreiber: SBB in Zusammenarbeit mit der Stadtbibliothek Aarau | ⊙ Bahnhof Aarau, Sitzecke, Ostausgang |
|      | Die Heimgärten Aargau Freiluft Bibliothek | Aarau                             | Aargau                 |               | Betreiber: Heimgärten Aargau | ⊙ Konradstrasse 11, Aarau vor dem Eingang zur Institution |
|      | offenes Bücherregal | Aarau                             | Aargau                 |               | Betreiber: reformierte Kirche Aarau | ⊙ Zwinglihaus, Kirchbergstrasse 16 |
|      | Bücherschrank, wetterfest mit selbständig schliessenden Metall-/Glastüren | Baden                             | Aargau                 | 19. Okt. 2016 | Betreiber: Verein Offener Bücherschrank Baden | ⊙ Beim Kurpark, Seite Haselstrasse |
|      | Bücher nimm & bring, Holzschrank mit Glastür und Sitzbank | Baden                             | Aargau                 |               | privat | ⊙ Sonnmattstrasse 20 |
|      | Bücherregal in einer ehemaligen Telefonzelle bei der Cafeteria des Kantonsspitals | Baden-Dättwil                     | Aargau                 |               | | ⊙ Kantonsspital Baden, Im Ergel 1, 5404 Baden |
|      | Bücherregal in ehemaliger Telefonzelle | Bremgarten                        | Aargau                 |               | | ⊙ Bahnhof Bremgarten, beim Eingang zum Reisezentrum neben dem Fahrkarten-Automaten |
|      | Holzschrank | Bremgarten                        | Aargau                 |               | | ⊙ Hinter der reformierten Kirche, Bärenmattstrasse 1 |
|      | Alte Telefonkabine | Brugg                             | Aargau                 | Nov. 2016     | Realisiert und betreut von Liliane Nüesch und Monika Mösch. | ⊙ Parkhaus Eisi, hinter dem Kiosk |
|      | Alte Telefonkabine erweitert | Erlinsbach                        | Aargau                 | Dez. 2018     | Betreiber: Trägerverein Kultur- und Begegnungszentrum Wygärtli | ⊙ Rössli-Platz |
|      | Alte Telefonkabine | Fislisbach                        | Aargau                 | Sep. 2020     | Eigentümer der Bücherkabine ist die Gemeinde Fislisbach. Betreut wird sie durch die Kommission Kultur. | ⊙ beim Gemeindehaus |
|      | Bücherwagen | Gebenstorf                        | Aargau                 |               | zur Verfügung gestellt vom Verein mitenand läbe | ⊙ Dorfstrasse 6, im Durchgang auf den Chernnplatz |
|      | Bücherfenster | Hägglingen                        | Aargau                 | Jan. 2021     | Betreut von Christa Lüthi und Barbara Bichsel. Das Bücherfenster ist ein Geschenk des Gemeinnützigen Verein Maiengrün Hägglingen | ⊙ Gemeindehaus |
|      | Zwei Bücherregale aus Holz, weiss | Kaiseraugst                       | Aargau                 |               | Realisiert und betreut von der Varioserv AG, Immobilienbewirtschaftung, Kaiseraugst. | ⊙ Einkaufszentrum Liebrüti, auf der Agora (roter Platz im Zentrum) gegenüber dem Restaurant Liebrüti |
|      | Ehemalige Telefonkabine | Kaiserstuhl (AG)                  | Aargau                 |               | | ⊙ Am Bahnhof, ehemalige Telefonkabine im WC-Gebäude |
|      | Bücherregal | Muri (AG)                         | Aargau                 |               | | ⊙ Regal im Restaurant "Benedikt" der "pflegimuri", |
|      | Bücherregal | Oberrohrdorf                      | Aargau                 |               | Reformierte Kirchgemeinde, Teilgemeindekommission Rohrdorf Kontakt: gudrun.wild@ref-mellingen.ch | ⊙ Gwiggweg 1, Oberrohrdorf, im Foyer des Kirchgemeindehauses. |
|      | Büchergestell aus Holz | Obersiggenthal                    | Aargau                 | Okt. 2019     | Reformierte Teilkirchgemeinde Obersiggenthal. Zur Zeit im Foyers des Kirchenzentrums (Di–Fr 9.00 bis 16.00 geöffnet), geplant: Auf dem Vorplatz rund um die Uhr zugänglich. | ⊙ Oberdorfstrasse 7, im reformierten Kirchenzentrum Nussbaumen |
|      | Offener Bücherschrank, alte Telefonkabine | Oftringen                         | Aargau                 | 2020          | Betrieben durch die reformierte Kirche Oftringen | ⊙ Kirchstrasse 8, auf dem Vorplatz der reformierten Kirche |
|      | Book to go, Gleis 9¾, erweiterte alte Telefonkabine | Rheinfelden                       | Aargau                 | 1. Jan. 2014  | Initialisiert und betreut durch die Stadtbibliothek Rheinfelden, in Zusammenarbeit mit den Stadtbehörden. | ⊙ Auf dem Perron des Bahnhofs |
|      | Der offene Bücherschrank Schrank und Wandspirale mit Büchern in einem Pavillon | Rütihof bei Baden                 | Aargau                 |               | | ⊙ Kirchgasse, vis-à-vis der Kapelle |
|      | Ehemalige Telefonkabine | Schneisingen                      | Aargau                 |               | | ⊙ Bushaltestelle Schneisingen-Mitteldorf, Richtung Kaiserstuhl |
|      | Alte Telefonkabine erweitert | Suhr                              | Aargau                 | 20. Dez. 2018 | Betreiber: (Link defekt) | ⊙ Bachstrasse 76 |
|      | Kabine aus Spanplatten | Turgi                             | Aargau                 |               | Bibliothek Turgi | ⊙ Kulturzentrum "Bauernhaus an der Limmat", Bahnhofstrasse 24 |
|      | Öffentlicher Bücherschrank in alter Telefonzelle der Bushaltestelle „altes Schulhaus“ | Waltenschwil                      | Aargau                 | 4. Feb. 2023  | Betreiberin privat in Zusammenarbeit mit der Gemeinde. | ⊙ Bushaltestelle „altes Schulhaus“ auf der Seite des Baches |
|      | Tücherbausch (Büchertausch) | Wettingen                         | Aargau                 |               | | ⊙ Feldstrasse 20 (Ecke Neustrasse) |
|      | Zwei umgebaute Arbeiterspinde | Wettingen                         | Aargau                 |               | Werkhof der Gemeinde Wettingen | ⊙ Auf dem Spielplatz Rebhalde (Ecke St. Bernhardstrasse / Rebhaldenstrasse) |
|      | offener Bücherschrank | Windisch                          | Aargau                 | 21.5.2025     | Bibliothek Windisch | Velounterstand Gemeindehaus, Dohlenzelgstrasse 6 |
|      | Bücherkasten | Bühler                            | Appenzell Ausserrhoden | Aug. 2021     | | ⊙ Böhlstrasse 1 |
|      | Bibliothek Kunterbunt, alte Telefonkabine | Herisau                           | Appenzell Ausserrhoden | 2018          | Bibliothek Herisau | ⊙ Oberdorfstrasse 7, neben der Bäckerei Knöpfel |
|      | Mit Bücherregalen ausgestattete Telefonkabine | Birsfelden                        | Basel-Landschaft       | Frühling 2019 | Die Gemeinde Birsfelden war für den Umbau der Kabine zuständig, seither wird der Bücherschrank vom Verein Familien und Begegnungszentrum für Jung und Alt (Fabezja) beaufsichtigt. | ⊙ Schulstrasse, Ecke Kirchstrasse |
|      | Metallschrank mit vier nach oben öffnenden Klappen | Liestal                           | Basel-Landschaft       |               | | ⊙ Zeughausplatz/Kanonengasse, an der Südwest-Fassade des Museum Baselland |
|      | Bücherschrank aus Holz mit drei Regalen und zwei Fenstern | Liestal                           | Basel-Landschaft       |               | | ⊙ Tiergartenstr. 23 |
|      | «Pippilothek» Holz-Konstruktion mit Fenster-Elementen | Rothenfluh                        | Basel-Landschaft       |               | Initiiert und betreut durch Doris Horisberger und Verena Dehning | ⊙ Im Gässli 1 |
|      | Litfasssäule APG, ehemaliges Swisscom Publifon. Selbstschliessende Türe. Knopf zur Türöffnung links bei der Leseratte.                                                                         | Basel-Bachletten                  | Basel-Stadt            | 20. Juni 2019 | Initiiert und realisiert durch den Neutralen Quartierverein Bachletten-Holbein, NQVB-H Betrieben und betreut durch Freiwillige. Informationen + Öffnungszeiten: www.bachletten-holbein.ch                                                                                                  | ⊙ Bundesplatz Basel, Tramhaltestelle Nr. 8 Fahrtrichtung Innenstadt |
|      | Offener Bücherschrank (hängend) mit kreisförmigem Design. | Basel Bahnhof SBB                 | Basel-Stadt            | 2021          | Betreiber: SBB. | ⊙ Passerelle im Bahnhof SBB in der Nähe der Wartezone bei den Gleisen 9/10. |
|      | Bücherkabine Steinbühlmätteli (Alte Telefonkabine) | Steinbühlmätteli                  | Basel-Stadt            | 25. Nov. 2016 | Betreiber: Selbstorganisiert durch Anwohner. Erster Bücherschrank in einer Telefonkabine in Basel | ⊙ Ecke Steinbühlweg - Paradieshofstrasse |
|      | Alte Telefonkabine | Basel-Gundeldingen                | Basel-Stadt            |               | | ⊙ Dornacherstrasse 192, auf dem Areal des Gundeldinger Felds |
|      | Bücherkasten zum Tauschen, Vogelhäuschen aus Holz mit Glastüren auf Holzstange | Basel-Hirzbrunnen                 | Basel-Stadt            |               | Betreut durch die Reformierte Kirche St. Markus. | ⊙ Kleinriehenstrasse 73 |
|      | Bücherschrank | Basel-St. Alban                   | Basel-Stadt            | 2021          | | ⊙ Karl Barth-Platz bei Tramhaltestelle |
|      | Bücherschrank, Grundkonstruktion aus Stahlprofilen, Seitenteile und Tablare aus Stahlblech, Türfüllungen aus unzerbrechlichem Polycarbonat, Oberflächen pulverbeschichtet und einbrennlackiert | Basel-St. Johann                  | Basel-Stadt            | 2011          | Entwickelt und realisiert von der Christoph Merian Stiftung und einer Projektgruppe von neun Quartierbewohnern, die sich um die Pflege des Bücherschranks kümmert. | ⊙ Voltaplatz an der Ecke Gasstrasse und Elsässerstrasse |
|      | Bücherschrank, wetterfest mit selbständig schliessenden Metall-/Glasklappen Fassungsvermögen ca. 400 Bücher                                                                                    | Basel-Wettstein                   | Basel-Stadt            | 1. Sep. 2018  | Betreiber: verein wettstein21, www.wettstein21.ch Der Bücherschrank von Raumformer in Zuchwil wurde durch Sponsorengelder ermöglicht. Betreut und gepflegt wird der Bücherschrank täglich von einer Gruppe von Quartierbewohnern unter dem Dach von wettstein21.                           | ⊙ Ressliryti, beim Wettsteinplatz, Theodorsgrabenanlage beim Restaurant |
|      | Bücherschrank aus Stahl auf Betonsockel mit selbständig schliessenden Glastüren | Riehen                            | Basel-Stadt            | 8. Jan. 2017  | Rund um die Uhr zugänglich. Auch Kinder- und Jugendbücher. Initiiert und betreut durch Dan Shambicco und Johannes Czwalina. Unterstützt vom Verlag Waldemar Lutz, Künstlerhaus Claire Ochsner und der Chrischona-Gemeinde Muttenz.                                                         | ⊙ Gedenkstätte Riehen |
|      | Buchstopp Kornfeld, Bücherschrank aus Metall mit Glastüre auf Sockel | Riehen                            | Basel-Stadt            | 11. Nov. 2017 | Erstellt und betreut durch den Quartierverein Kornfeld Riehen. | ⊙ Kreuzung Lachenweg/Grenzacherweg |
|      | Bücherschrank aus Stahl | Bern                              | Bern                   |               | | ⊙ Bundesplatz 2, im Hof des "Generationenaus Bern" |
|      | Bücherschrank aus Stahl und Plexiglas | Bern                              | Bern                   | 2017          | Betreut von den Kornhausbibliotheken Bern, gebaut von Stadtgrün Bern, zugänglich von Mai bis Oktober 2017. | ⊙ Falkenplatz |
|      | Bücherschrank aus Stahl und Plexiglas | Bern-Bümpliz                      | Bern                   | 2017          | Betreut von den Kornhausbibliotheken Bern, gebaut von Stadtgrün Bern, zugänglich von Mai bis Oktober 2017. | ⊙ Bachmätteli |
|      | Bücherschrank aus Holz | Bolligen                          | Bern                   |               | | ⊙ Brunnenhofstrasse 3 |
|      | Bücherschrank aus Stahl auf Betonsockel mit selbstständig schließenden Glastüren | Biel/Bienne                       | Bern                   | 12. Juni 2014 | Von Bieler Kleinverlagen initiiert und unterstützt, u. a. vom Kanton Bern. | ⊙ Bootshafen |
|      | Alte Telefonkabine | Biel/Bienne                       | Bern                   |               | | ⊙ Bushaltestelle Juraplatz |
|      | Alte Telefonkabine | Biel/Bienne                       | Bern                   |               | | ⊙ Bushaltestelle Tiefenmatt |
|      | Bücherschrank | Erlach                            | Bern                   |               | Wird von der Gemeindebibliothek von Erlach betrieben. | ⊙ Gegenüber vom Restaurant Du Port |
|      | Bücherschrank | Gümligen                          | Bern                   |               | | ⊙ Bahnhofstr. 4 |
|      | Alte Telephonkabine | Interlaken                        | Bern                   | 19. Dez. 2018 | Betrieben durch Gemeinde und Bödeli Bibliothek | ⊙ Höheweg, rechts neben Restaurant Hooters |
|      | Kleiner Bücherkasten | La Neuveville                     | Bern                   |               | | ⊙ In der Altstadt |
|      | Bücherregal | Ligerz                            | Bern                   |               | Wird vom Verein Dorfläbe Ligerz-Schafis betrieben. | ⊙ Wartesaal Vinifuni, 1. Stock |
|      | Le relais de livres | Moutier                           | Bern                   |               | | ⊙ Bei der Bibliothek |
|      | Offener Bücherschrank | Muri                              | Bern                   |               | | Thunstr. 96 |
|      | Bücherregal | Schüpfen                          | Bern                   | Feb. 2024     | Nur während den Öffnungszeiten der Gemeindeverwaltung zugänglich. | ⊙ Im Eingangsbereich der Gemeindeverwaltung, Dorfstrasse 17, 3054 Schüpfen |
|      | Bücherschrank | Thun                              | Bern                   |               | Offener Bücherschrank Thun. 5–10 Minuten Gehweg vom Bahnhof entfernt. | ⊙ Monbijou-Pärkli zwischen Hofstettenstrasse 12 und Aarequai vis à vis Thunerhof |
|      | Bücherschrank | Twann-Tüscherz, Tüscherz-Alfermée | Bern                   |               | Initiiert und betreut durch den Verein Tüscherz-Alfermée. | ⊙ Beim Dorfbrunnen |
|      | Holzbox mit Vitrinentüre | Zweisimmen-Blankenburg            | Bern                   | 9. Juli 2020  | Die Buchtauschbox befindet sich beim Püürt-Huus in Blankenburg, in unmittelbarer Nähe des Restaurants Hüsy. https://www.blankenburg.ch/ | ⊙ Lenkstrasse 51 |
|      | Alte Telefonkabine | Bulle                             | Freiburg               | 10. Sep. 2019 | Verein «Graines d'Avenir» und Ville de Bulle | ⊙ Grand-Rue |
|      | Beleuchteter Bücherschrank | Muntelier                         | Freiburg               |               | | ⊙ Hauptstrasse 154, vor dem Sitz von Selecta |
|      | Bücher Box à livres | Murten                            | Freiburg               | 2018          | Betrieben durch die Gemeinde Murten | ⊙ beim Berntor |
|      | Telephonkabine | Genf                              | Genf                   |               | | ⊙ Bvd. de la Tour |
|      | Telephonkabine | Petit Saconnex                    | Genf                   |               | | ⊙ Pl. du Petit-Saconnex |
|      | Telephonkabine | Petit-Lancy                       | Genf                   |               | | ⊙ Av. Bois-de-la-Chapelle |
|      | Cabina da Cudeschs | Guarda                            | Graubünden             | 23. Dez. 2016 | Initiative der Einwohner von Guarda. | ⊙ Beim Hotel Meisser |
|      | Bücherschrank | Ilanz/Glion                       | Graubünden             |               | | ⊙ unbenannter Durchgang zwischen Glennerstrasse und Via dalla staziun, bei Glennerstrasse 13 |
|      | Casetta da Cudischs – Bücherhäuschen | Sagogn                            | Graubünden             |               | Verein Pro Sagogn | ⊙ Via Fanaus, hinter dem VOLG-Laden. Geöffnet täglich 7–20 Uhr. |
|      | Ma cabine à livres | Courtételle                       | Jura                   | Feb. 2019     | Verein Ici-demain Courtételle | ⊙ Beim Bahnhof |
|      | Telefonkabine | Le Noirmont                       | Jura                   |               | | ⊙ Rue de la Rauracie |
|      | Holztruhe | Saint-Ursanne                     | Jura                   | März 2017     | Initiative einiger Einwohner des Clos du Doubs | ⊙ Im Hotel de Ville |
|      | offener Bücherschrank | Dagmersellen                      | Luzern                 | 27. Okt. 2018 | | ⊙ Kreuzbergstrasse 19 |
|      | Offener Bücherschrank | Ebikon                            | Luzern                 |               | Betrieben von der Familie Dias. | ⊙ hinter der Rotsee-Badi, Rotseeweg, bei einem Einfamilienhaus |
|      | offener Bücherschrank | Ebikon                            | Luzern                 | 9. Juni 2018  | Initiiert und betrieben durch den Quartierverein Höfli | ⊙ auf dem Platz vor dem Zentrum Höchweid |
|      | Bücherschrank, neu bemalte Telefonkabine | Emmenbrücke                       | Luzern                 | 2015          | Realisiert von Lernenden der Firma Monosuisse. | ⊙ bei der Firma Monosuisse |
|      | offenes Bücherregal | Escholzmatt                       | Luzern                 | Apr. 2020     | Initiiert und betreut durch die Bibliothek Escholzmatt | ⊙ Bahnhof Escholzmatt, im Wartesaal |
|      | offener Bücherschrank alte Telefonkabine | Hitzkirch                         | Luzern                 | 2. Feb. 2019  | Betreut durch die Gemeindeverwaltung von Hitzkirch | ⊙ Luzernerstrasse 8, Gemeindehaus |
|      | Offener Bücherschrank, ehemalige Telefonkabine | Horw                              | Luzern                 |               | Betreiber: Gemeinde Horw | ⊙ Bushaltestelle Wegscheide |
|      | offener Bücherschrank zwei alte Telefonkabinen | Kriens                            | Luzern                 | 27. Okt. 2018 | Betreiber: Schappe Kulturquadrat | ⊙ Schappe Kulturquadrat |
|      | Bücherhalle, ehemaliges Wärterhaus der Zentralbahn | Luzern                            | Luzern                 | 11. Sep. 2018 | Öffnungszeiten: jeweils von Di – Sa, 9.00 – 19.00 Uhr | ⊙ Im Gleisgarten gegenüber vom Neubad |
|      | Bücherschrank | Luzern                            | Luzern                 | Apr. 2016     | Betreiber: Sentitreff | ⊙ Senttreff, neben der Gütsch Talstation an der Baselstrasse |
|      | Bücherschrank, rote deutsche Telefonkabine | Luzern                            | Luzern                 | 16. Okt. 2015 | Realisiert von der IG Offener Bücherschrank Wesemlin. Fassungsvermögen: ca. 200 Bücher. „Schundliteratur“ und Werbebroschüren sind vom Betreiber nicht erwünscht. | ⊙ Wesemlin-Quartier, neben dem „Wäsmeli-Träff“ |
|      | Kleiner Bücherkasten | Luzern                            | Luzern                 |               | | ⊙ Helvetiapark („Helvetiagärtli“), neben dem Restaurant Helvetia |
|      | offener Bücherschrank | Sursee                            | Luzern                 | Mai 2019      | Betreut durch die Familie Delli Santi | ⊙ Sonnmattstrasse 5 |
|      | offener Bücherschrank alte Telefonkabine | Weggis                            | Luzern                 |               | Betrieben durch die Gemeindebibliothek von Weggis | ⊙ auf dem Nünisteinplatz |
|      | offener Bücherschrank | Willisau                          | Luzern                 |               | initiiert durch das Gewerbe Willisau | ⊙ im Lustgarten |
|      | Boîte à livres, Bücherbox | Boudevilliers                     | Neuenburg              |               | | ⊙ Rue du Collège 12 |
|      | Boîte à livres | Boudry                            | Neuenburg              |               | | ⊙ Tramhaltestelle Littorail |
|      | Libr'air, Bücherschrank | Corcelles                         | Neuenburg              |               | | ⊙ Beim Centre Medical |
|      | Boîte à livres, alte Telefonkabine | Cortaillod                        | Neuenburg              |               | | ⊙ Bei der Poststelle |
|      | La Boîte à Lire | La Brévine                        | Neuenburg              |               | | ⊙ Beim Hotel Au Loup Blanc |
|      | Bücherbox | La Chaux-de-Fonds                 | Neuenburg              |               | | ⊙ Auf dem Bahnhofplatz, beim Parc zoologique du Bois du Petit-Château – MUZOO, beim Musée d’histoire, vor der Espacité, am Patinoires des Mélèzes, vis-à-vis Les Entilles centre, beim Migros Les Eplatures |
|      | La boîte à livres, alte Telefonkabine | La Sagne                          | Neuenburg              |               | Betreut durch die Gemeindeverwaltung. | ⊙ Bei der Gemeindeverwaltung |
|      | Les livres vagabondes, Bücherkasten | Le Landeron                       | Neuenburg              |               | | ⊙ In der Altstadt |
|      | Bücherregal | Neuenburg NE                      | Neuenburg              |               | Unterstützt durch die Stadt Neuenburg. | ⊙ Bei der Bushaltestelle "Poste" |
|      | Boîte à Troc | Neuenburg NE                      | Neuenburg              |               | Initiiert durch die Kunsthochschule von Neuenburg. | ⊙ Bei der Bushaltestelle Gare (Nord) |
|      | Bücherbox | Peseux NE                         | Neuenburg              |               | Unterstützt von der Gemeinde Peseux. | ⊙ Place de la Fontaine |
|      | Boîte à Livres | Rochefort NE                      | Neuenburg              |               | | ⊙ Beim Schulhaus Rochefort |
|      | Bücherkasten | Saint-Aubin-Sauges                | Neuenburg              | 5. März 2020  | Initiiert durch die Dorfbewohner. | ⊙ Rue de la Couronne |
|      | Bücherregal | Stans                             | Nidwalden              | Aug. 2020     | Initiiert und Betrieben durch den Länderpark Stans | ⊙ im Länderpark, untere Verkaufsebene, zwischen dem Treppenhaus und Eingang Do it + Garden |
|      | offener Bücherschrank alte Telefonkabine | Stansstad                         | Nidwalden              |               | Betrieben durch die Gemeindebibliothek von Stansstad | ⊙ gegenüber von der Gemeindeverwaltung |
|      | offener Bücherschrank | Wolfenschiessen                   | Nidwalden              |               | Betreut durch die Brockenstube | ⊙ Oberrickenbachstrasse 24 |
|      | Offener Bücherschrank Schränkchen mit Tablaren | Lungern                           | Obwalden               |               | Betrieben von Heidy Gasser | ⊙ Hinterseestrasse, Brücke über Dudelsbach, hinter dem Stall, rund um die Uhr zugänglich |
|      | Bücherschrank | Schaffhausen                      | Schaffhausen           |               | | ⊙ Mosergarten |
|      | Bücherschrank | Schaffhausen                      | Schaffhausen           |               | | ⊙ Promenadenpark |
|      | Bücherschrank | Schaffhausen                      | Schaffhausen           |               | | ⊙ Schwesterngasse |
|      | offener Bücherschrank alte Telefonkabine | Einsiedeln                        | Schwyz                 | 29. Juni 2018 | Initiiert durch Heidi Müller Betreut durch die Gemeindebibliothek von Einsiedeln | ⊙ beim Paracelsuspark |
|      | Bücherregal | Goldau                            | Schwyz                 | 2021          | Betreut durch einen privaten Buchklub von Arth | ⊙ Bahnhof Arth-Goldau, Wartesaal neben der Rigi-Bahn |
|      | Bücherschrank, alte Swisscom-Telefonkabine | Merlischachen                     | Schwyz                 | Juni 2013     | Betreiber: Gemeinde Merlischachen | ⊙ Luzernerstrasse 201, vor dem Schulhaus |
|      | Gipfel-Bibliothek, Holzschrank | Rotenflue                         | Schwyz                 |               | | ⊙ Bergstation der Gondelbahn Rotenfluebahn |
|      | Wetterfester Bücherschrank aus Hartmetall mit 2×4 nach oben öffnenden Klappen | Biberist                          | Solothurn              | 25. März 2017 | Rund um die Uhr zugänglich. | ⊙ Kleiner Park links der Emme gegenüber Coop |
|      | Wetterfester Bücherschrank aus Metall mit beidseitig 4 nach oben öffnenden Klappen, thematisch geordnet und mit separatem Büchereinwurf.                                                       | Deitingen                         | Solothurn              | 26. Mai 2021  | Bewirtschafteter Bücherschrank durch das Elternforum Deitingen | ⊙ Wangenstrasse 3 (Dorfplatz) |
|      | Wetterfester Bücherschrank aus Metall mit 3×4 nach oben öffnenden Klappen | Gerlafingen                       | Solothurn              |               | Rund um die Uhr zugänglich. | ⊙ Im Oberfeldpark |
|      | Bücherschrank | Gunzgen Süd                       | Solothurn              | Apr. 2020     | Nimm ein Buch, lies ein Buch, bring ein Buch, leih ein Buch. Betreiber: Marché Gunzgen Süd. | ⊙ A1, auf der Terrasse, ausserhalb des Restaurants |
|      | Bücherschrank, einfacher Metallschrank, verschliessbar | Nennigkofen                       | Solothurn              | Sep. 2014     | Betreiber: Umweltkommission Lüsslingen-Nennigkofen; unter dem Vordach eines alten Bauernhauses regengeschützt. | ⊙ Dorfstrasse 40, beim Kulturhof Weyeneth |
|      | Bücherschrank in einem Schopf. Bücherregale aus Holz. | Matzendorf                        | Solothurn              | Apr. 2019     | Betreiber: Kulturkommission Matzendorf Rund um die Uhr zugänglich. | ⊙ Dorfstrasse 58, 4713 Matzendorf |
|      | Bücherschrank, wetterfeste Grundkonstruktion aus Stahl, Stahlblech und unzerbrechlichem Polycarbonat. Die Türen sind selbstschliessend.                                                        | Olten                             | Solothurn              | 2013          | Rund um die Uhr zugänglich. Projektidee stammt von zwei privaten Initianten. Realisiert und betreut vom Verein Offener Bücherschrank Olten, unterstützt von der öffentlichen Hand und von privaten Spendern.                                                                               | ⊙ Kirchgasse, zwischen dem Kunstmuseum und der Café/Bar Gryffe |
|      | offener Bücherschrank (umgebauter Fallblattanzeiger) | Olten                             | Solothurn              | Apr. 2021     | Betreiber: SBB | ⊙ Bahnhof Olten, Gleis 7, beim Wartesaal |
|      | Bücherschrank, Konstruktion aus starkem wetterfest verzinktem Stahlblech, Tablare Chromstahl, 2×4 nach oben öffnende Klappen aus Verbund-Sicherheitsglas.                                      | Solothurn                         | Solothurn              | Aug. 2012     | Initiiert, entwickelt und betreut durch eine private Initiativgruppe, unterstützt von der öffentlichen Hand, Stiftungen und privaten Spendern. Rund um die Uhr zugänglich. Saisonal steht ein mobiler Offener Bücherschrank im Schwimmbad Solothurn und an den Solothurner Literaturtagen. | ⊙ Bei der Kreuzackerbrücke |
|      | Bücherschrank unter der Laube | Welschenrohr                      | Solothurn              |               | rund um die Uhr zugänglich, witterungsgeschützt. Der Schrank wird von der Kulturkommission betrieben. | ⊙ Hauptstrasse 550 |
|      | offener Bücherschrank | Bazenheid                         | St. Gallen             | Mai 2022      | rund um die Uhr zugänglich, Privatbetreiberin | ⊙ Grüenaustrasse 2, 9602 Bazenheid |
|      | Libri Ascona, Vogelhäuschen aus Holz auf Stange mit Türchen | Ascona                            | Tessin                 |               | Betreut von der Gemeindebibliothek Ascona. | ⊙ Bücherschrank der Gemeindebibliothek von Ascona, am Strand hinter dem Parkplatz ab der Via Albarelle |
|      | Bibliocabina | Bellinzona                        | Tessin                 |               | Betreut durch die Cooperativa Baobab | ⊙ Via Officina |
|      | Bibliocabina | Brissago TI                       | Tessin                 |               | | ⊙ Via Sacro Monte |
|      | librincomune | Brissago TI                       | Tessin                 |               | Betreut durch die Gemeindeverwaltung | ⊙ Via Sacro Monte |
|      | librincomune | Brissago TI                       | Tessin                 |               | Betreut durch die Gemeindeverwaltung | ⊙ Via Sacro Monte |
|      | Bibliocabina, ehemalige Telefonkabine | Frasco                            | Tessin                 |               | | ⊙ Bei der Bushaltestelle Chiesa |
|      | Bibliocabina libera, ehemalige Telefonkabine | Intragna                          | Tessin                 |               | | ⊙ Via Cantonale 22a |
|      | Bibliocabina | Locarno                           | Tessin                 | 2018          | | ⊙ Auf der Piazza M. Respini |
|      | Bibliocabina | Locarno                           | Tessin                 |               | | ⊙ Piazza Pedrazzini, Ecke Via della Pace, Nordwestseite |
|      | Bibliocabina, alte Telefonkabine | Magliaso                          | Tessin                 |               | | ⊙ Via Ressiga, bei der Haltestelle Magliaso Paese |
|      | Bibliocabina libera, alte Telefonkabine | Pura                              | Tessin                 |               | | ⊙ Str. Vecchia Cantonale 42, bei der Municipio di Magliaso |
|      | kleines Bücherfenster | Tenero-Contra                     | Tessin                 |               | | ⊙ Via Tre Case |
|      | Bibliocabina, alte Telefonkabine | Vogorno                           | Tessin                 |               | Rund um die Uhr zugänglich, betreut durch die Gemeinde Verzasca. | ⊙ Bushaltestelle Vogorno, Sant Antonio |
|      | Büecherbüx | Erlen                             | Thurgau                | Jan. 2018     | Rund um die Uhr zugänglich. | ⊙ Aachstrasse 11 |
|      | Offener Bücherschrank | Frauenfeld                        | Thurgau                | 2018          | 24/7; ehem. Telefonkabine im Bushäuschen Schlosspark. | ⊙ Zürcherstrasse 138 |
|      | Offener Bücherschrank | Frauenfeld                        | Thurgau                | 2019          | 24/7; ehem. Telefonkabine im Bushäuschen Schaffhauserstrasse. | ⊙ Rheinstrasse 51 |
|      | Bücherzelle | Tobel-Tägerschen                  | Thurgau                | März 2017     | Rund um die Uhr zugänglich. Initiator und Sponsor ist Dr. Imre Kalapos. | ⊙ Oberdorfstrasse 2, neben dem Restaurant „Löwen“ |
|      | offener Bücherschrank alte Telefonkabine | Altdorf                           | Uri                    | 19. Sep. 2019 | Initiiert durch das Amt für Umweltschutz | ⊙ auf dem Lehnplatz |
|      | La boîte à livres, alte Telefonkabine | Avenches                          | Waadt                  |               | Betreut durch die Gemeindeverwaltung. | ⊙ Beim Amphitheater |
|      | La boîte à livres, alte Telefonkabine | Cudrefin                          | Waadt                  |               | | ⊙ Bei der Bushaltestelle "Place de la Tour" |
|      | Le troc livres, kleiner Bücherkasten | Grandson                          | Waadt                  |               | Organisiert durch die Bibliothek von Grandson. | ⊙ Bei der Bibliothek |
|      | Bücherschrank | Montricher                        | Waadt                  |               | | ⊙ Beim Brunnen |
|      | BiblioTroc, Bücherbox | Vallorbe                          | Waadt                  |               | | ⊙ Place de la Liberté |
|      | Bücherbox | Yverdon-les-Bains                 | Waadt                  |               | Organisiert durch die Bibliothek von Yverdon. | ⊙ Auf dem Place d’Armes |
|      | Offener Bücherschrank in alter Telefonkabine | Allenwinden                       | Zug                    | 27. Okt. 2018 | Rund um die Uhr zugänglich. | ⊙ Bushaltestelle Dorf |
|      | Offener Bücherschrank in alter Telefonkabine | Cham ZG                           | Zug                    | 27. Okt. 2018 | Rund um die Uhr zugänglich. Betrieben durch die Bibliothek Cham. | ⊙ Neudorf Center, neben dem Café Neudorf |
|      | Offene Bücherkiste bei Nähatelier | Steinhausen ZG                    | Zug                    | 1. Jan. 2024  | Betreiber: Nähatelier frei-made Zugänglich während den Öffnungszeiten des Nähatelier | ⊙ Beim Bahnhof 3, im Gebäude, 1. Stock vor dem Nähatelier |
|      | Offener Bücherschrank in alter Telefonkabine | Zug (Stadt)                       | Zug                    | 27. Okt. 2018 | Rund um die Uhr zugänglich Betrieben durch die Bibliothek der Stadt Zug. | ⊙ Auf dem Bundesplatz |
|      | Offener Bücherschrank in alter Telefonkabine | Zug (Stadt)                       | Zug                    |               | | ⊙ Campingplatz TCS |
|      | Offener Bücherschrank | Zug (Stadt)                       | Zug                    | 27. Okt. 2018 | Zugänglich während den Öffnungszeiten der Verwaltung. | ⊙ Aabachstrasse 5, im Verwaltungsgebäude, neben dem Eingang |
|      | Offenes Bücherregal | Dübendorf                         | Zürich                 | Mai 2017      | Betreiber: Stadtbibliothek Dübendorf | ⊙ Oberdorfstrasse 23, Freibad Oberdorf |
|      | Offener Bücherschrank | Ebertswil                         | Zürich                 | 2023          | Rund um die Uhr zugänglich. Holen, bringen, behalten, oder ausleihen. | ⊙ Nebengebäude Fabrikstrasse 1, Ebertswil |
|      | Bücherschrank, Offener Glasschrank mit Tablaren | Hinwil                            | Zürich                 | Apr. 2022     | Rund um die Uhr zugänglich. Eine Initiative der Chaoszentrale (Kunstraum & Treffpunkt) und Echo Kollektiv | ⊙ Oberdorfstrasse 14, Hinwil |
|      | BUCHbox, Innenausbau einer alten Swisscom-Telefonkabine | Thalwil                           | Zürich                 | 30. Sep. 2016 | Rund um die Uhr zugänglich. Projektidee stammt von drei privaten Initianten. Das Patronat der BUCHbox hat der Verein Kultur Thalwil übernommen, unterstützt von der Gemeinde Thalwil, Sponsoren und von privaten Gönnern und Spendern.                                                     | ⊙ Beim Postplatz |
|      | Büchervitrine | Uster                             | Zürich                 | 3. Juni 2020  | Rund um die Uhr zugänglich. Projektidee und Umsetzung von der online Buchhandlung Livretto.ch. | ⊙ Im Zentrum bei der Drogerie Müller, Tschopp Optik |
|      | Bücherschrank in einer Holzkommode | Wädenswil                         | Zürich                 | 16. Juni 2019 | Rund um die Uhr zugänglich. Der Bücherschrank wurde initiiert von Transition-Wädenswil, der Stadtbibliothek und der Lesegesellschaft. | ⊙ Florhofstrasse 3, hinter dem Bauamt |
|      | Bücherregal in alter Telefonzelle (lauschig bücher tauschen) | Winterthur                        | Zürich                 | 2. Juni 2018  | Rund um die Uhr zugänglich, Projektidee stammt vom Kulturverein lauschig und Privatpersonen. | ⊙ Unterer Deutweg 91 |
|      | Bücherregal in alter Telefonzelle (lauschig bücher tauschen) | Winterthur                        | Zürich                 | 2. Juni 2018  | Rund um die Uhr zugänglich, Projektidee stammt vom Kulturverein lauschig und Privatpersonen. | ⊙ Feldstrasse 4 |
|      | Bücherschrank GZ Bachwiesen Sparten: Romane, Krimi/Thriller, Sachbücher, Politik, Kinder/Jugend, Verschiedenes sowie Spiele                                                                    | Zürich                            | Zürich                 | Sommer 2025   | Rund um die Uhr zugänglich. Initiantin und Pflege: Quartierbewohnerin Meret | Genauer Standort: Bachwiesenstrasse 36 8047 Zürich (beim Kleintierstall des GZ Bachwiesen) |
|      | Transhelvetischer Büchertausch | Zürich                            | Zürich                 |               | | ⊙ Bahnhof Zürich Letten |
|      | Bücherschrank | Zürich                            | Zürich                 |               | Rund um die Uhr zugänglich. | ⊙ Ecke Stampfenbachstrasse/Nordstrasse |
|      | Garten am Wald Bücherschrank | Zürich                            | Zürich                 | 22. Mai 2021  | Rund um die Uhr zugänglich, Projektidee ist von A. Steinmann für das Sozialprojekt Garten am Wald. | ⊙ Zurich 8057, Waldgarten, Winterthurerstrasse 348 |
|      | Tonne | Zürich                            | Zürich                 |               | Grosse Tonne mit Büchern zum Tauschen. | ⊙ Josefwiese |
|      | Bücherregal mit Glastüren | Zürich                            | Zürich                 |               | Rund um die Uhr zugänglich. Betrieben vom Quartierverein Hoch 9. | ⊙ Wydlerweg 19, bei der Alten Mühle |
|      | Little Free Library an der Universität Zürich | Zürich                            | Zürich                 | Feb. 2016     | Öffentl. Bibliothek im Eingangsbereich der UZH. Öffnungszeiten variierend (analog Info-Desk vis-a-vis), für alle zugänglich. Gegründet von der V-ATP (Vereinigung des admin. und techn. Personals der UZH).                                                                                | ⊙ Rämistrasse 71 |
|      | Offener Bücherwagen | Zürich                            | Zürich                 | Apr. 2021     | Rund um die Uhr zugänglich. Betrieben von den Vereinen Zirkusquartier und Zirkus Chnopf. | ⊙ Hohlstrasse 256, 8004 Zürich |
|      | Bücherregal | Zürich-Oerlikon                   | Zürich                 |               | Regal im Restaurant Tibits | ⊙ Tramstrasse 2, 8050 Zürich |